# Podział administracyjny Bhutanu
Bhutan administracyjnie dzieli się na dwadzieścia dystryktów (dżongkʽag), które z kolei dzielą się na gewog. Poniżej znajduje się pełna lista dystryktów oraz gewog.

## Dystrykty (dżongkʽag)

Dystrykt Bumtʽang
Dystrykt Cirang
Dystrykt Czʽukʽa
Dystrykt Daganang
Dystrykt Gasa
Dystrykt Ha
Dystrykt Jangce
Dystrykt Lhünce
Dystrykt Monggar
Dystrykt Paro
Dystrykt Pemagacel
Dystrykt Punakʽa
Dystrykt Samce
Dystrykt Samdrup Dzongkʽar
Dystrykt Sarpang
Dystrykt Thimphu
Dystrykt Traszigang
Dystrykt Trongsa
Dystrykt Wangdü Pʽodrang
Dystrykt Żemgang

## Gewog
Bhutan posiada łącznie 201 gewog. Głową i reprezentantem poszczególnego gewog jest osoba zwana gup, która jest wybierana drogą wyborów.
| Dystrykt Bumtʽang: 1. gewog Chhoekhor, 2. gewog Chhumey, 3. gewog Tang, 4. gewog Ura, Dystrykt Cirang: 1. gewog Barshong, 2. gewog Doongalagang, 3. gewog Gosarling, 4. gewog Kilkhortgang, 5. gewog Mendrelgang, 6. gewog Patshaling, 7. gewog Pungtenchhu, 8. gewog Rangthangling, 9. gewog Semjong, 10. gewog Sergithang, 11. gewog Tsholingkhar, 12. gewog Tsirang Toe, Dystrykt Czʽukʽa: 1. gewog Bjagchog, 2. gewog Bongo, 3. gewog Chapchha, 4. gewog Darla, 5. gewog Dungna, 6. gewog Geling, 7. gewog Getana, 8. gewog Loggchina, 9. gewog Maedtabkha, 10. gewog Phuentshogling, 11. gewog Samphelling, Dystrykt Daganang: 1. gewog Dorona, 2. gewog Drukjegang, 3. gewog Gesarling, 4. gewog Goshi, 5. gewog Karmaling 6. gewog Karna, 7. gewog Khebisa, 8. gewog Largjab, 9. gewog Lhamoi Dzigkha, 10. gewog Nichula, 11. gewog Tashiding, 12. gewog Tsangkha, 13. gewog Tsenda-Gang, 14. gewog Tseza, Dystrykt Gasa: 1. gewog Khamaed, 2. gewog Khatoed, 3. gewog Laya, 4. gewog Luana, | Dystrykt Ha: 1. gewog Bji, 2. gewog Gakiling, 3. gewog Kar-tshog, 4. gewog Samar, 5. gewog Sangbay, 6. gewog Uesu, Dystrykt Jangce: 1. gewog Bumdeling, 2. gewog Jamkhar, 3. gewog Khamdang, 4. gewog Ramjar, 5. gewog Toetsho, 6. gewog Tongmajangsa, 7. gewog Yangtse, 8. gewog Yalang, Dystrykt Lhünce: 1. gewog Gangzur, 2. gewog Jarey, 3. gewog Khoma, 4. gewog Kurtoe, 5. gewog Menbi, 6. gewog Metsho, 7. gewog Minjay, 8. gewog Tsenkhar, Dystrykt Monggar: 1. gewog Balam, 2. gewog Chagskar, 3. gewog Chhaling, 4. gewog Drametse, 5. gewog Drepung, 6. gewog Gongdue, 7. gewog Jurmed, 8. gewog Kengkhar, 9. gewog Mongar, 10. gewog Ngatshang, 11. gewog Saling, 12. gewog Szermuhong, 13. gewog Silambi, 14. gewog Thang-Rong, 15. gewog Tsakaling, 16. gewog Tsamang, | Dystrykt Paro: 1. gewog Dokar, 2. gewog Dopshar-ri, 3. gewog Doteng, 4. gewog Hungrel, 5. gewog Lamgong, 6. gewog Lung-nyi, 7. gewog Nagja, 8. gewog Sharpa, 9. gewog Tsento, 10. gewog Wangchang, Dystrykt Pemagacel: 1. gewog Chhimung, 2. gewog Chhoekorling, 3. gewog Chongshing, 4. gewog Dechhenling, 5. gewog Dungme, 6. gewog Khar, 7. gewog Nanong, 8. gewog Norbugang 9. gewog Shumar, 10. gewog Yurung, 11. gewog Zobel, Dystrykt Punakʽa: 1. gewog Barp, 2. gewog Chhubu, 3. gewog Dzomi, 4. gewog Goenshari, 5. gewog Guma, 6. gewog Kabisa, 7. gewog Lingmukha, 8. gewog Shelnga-Bjemi, 9. gewog Talog, 10. gewog Toepaisa, 11. gewog Toewang, Dystrykt Samce: 1. gewog Dopuchen, 2. gewog Duenchhukha, 3. gewog Dumtoe, 4. gewog Tading, 5. gewog Norbugang, 6. gewog Phuentshogpelri, 7. gewog Samce (gewog), 8. gewog Norgajgang, 9. gewog Pemaling, 10. gewog Tashichhoeling, 11. gewog Tendruk, 12. gewog Sang-Ngag-Chhoeling, 13. gewog Namgyalchhoeling, 14. gewog Ugjence, 15. gewog Yoeselce | Dystrykt Samdrup Dzongkʽar: 1. gewog Dewathang, 2. gewog Gomdar, 3. gewog Langchenphu, 4. gewog Lauri, 5. gewog Martshala, 6. gewog Orong, 7. gewog Pemathang, 8. gewog Phuentshogthang, 9. gewog Samrang, 10. gewog Serthig, 11. gewog Wangphu, Dystrykt Sarpang: 1. gewog Chhudzom, 2. gewog Chhuzanggang, 3. gewog Dekiling, 4. gewog Gakiling, 5. gewog Gelegphu, 6. gewog Jigme Chhoeling, 7. gewog Samtenling, 8. gewog Senggey, 9. gewog Serzhong, 10. gewog Shompangkha, 11. gewog Tareythang, 12. gewog Umling, Dystrykt Thimphu: 1. gewog Chang, 2. gewog Darkarla, 3. gewog Ge-nyen, 4. gewog Kawang, 5. gewog Lingzhi, 6. gewog Mewang, 7. gewog Bhutan, 8. gewog Soe, | Dystrykt Traszigang: 1. gewog Bartsham, 2. gewog Bidung, 3. gewog Kanglung, 4. gewog Kangpar, 5. gewog Khaling, 6. gewog Lumang, 7. gewog Merag, 8. gewog Phongmed, 9. gewog Radhi, 10. gewog Sagteng, 11. gewog Samkhar, 12. gewog Shongphu, 13. gewog Thrimshing, 14. gewog Udzorong, 15. gewog Yangnyer, Dystrykt Trongsa: 1. gewog Dragteng, 2. gewog Korphu, 3. gewog Langthil, 4. gewog Nubi, 5. gewog Tangsibji, Dystrykt Wangdü Pʽodrang: 1. gewog Athang, 2. gewog Bjenag, 3. gewog Daga, 4. gewog Dangchu, 5. gewog Gangteng, 6. gewog Gasetsho Gom, 7. gewog Gase Tshowogm, 8. gewog Kazhi, 9. gewog Nahi, 10. gewog Nytshog, 11. gewog Phangyuel, 12. gewog Phobji, 13. gewog Ruepisa, 14. gewog Sephu, 15. gewog Thedtsho, Dystrykt Żemgang: 1. gewog Bardo, 2. gewog Bjoka, 3. gewog Goshing, 4. gewog Nangkor, 5. gewog Ngangla, 6. gewog Pangkhar, 7. gewog Shingkhar, 8. gewog Trong. |